# Hemihyalea fuscescens
Hemihyalea fuscescens är en fjärilsart som beskrevs av Rothschild 1909. Hemihyalea fuscescens ingår i släktet Hemihyalea och familjen björnspinnare. Inga underarter finns listade i Catalogue of Life.